# Russule olivacée
Russula olivacea
Espèce
La Russule olivacée, Russula olivacea est une espèce de champignons basidiomycètes de la famille des Russulacées.